# Acanthaleyrodes
Acanthaleyrodes is een geslacht van halfvleugeligen (Hemiptera) uit de familie witte vliegen (Aleyrodidae), onderfamilie Aleyrodinae.
De wetenschappelijke naam van dit geslacht is voor het eerst geldig gepubliceerd door Takahashi in 1931. De typesoort is Acanthaleyrodes callicarpae.

## Soorten
Acanthaleyrodes omvat de volgende soorten:
- Acanthaleyrodes callicarpae Takahashi, 1931
- Acanthaleyrodes styraci Takahashi, 1942